# 二免三减半
两免三减半政策是指外商投资企业（中外合资、中外合作、外商独资）在中国内地可享受的从获利年度起2年免征、3年减半征收企业所得税的超国民待遇。

## 定义
根据《外商投资企业和外国企业所得税法》及其实施条例的规定，对可以享受“二免三减半”税收优惠政策的条件是：“对生产性外商投资企业，经营期在十年以上的，从开始获利的年度起，第一年和第二年免征企业所得税，第三年至第五年减半征收企业所得税，但是属于石油、天然气、稀有金属、贵重金属等资源开采项目的，由国务院另行规定。外商投资企业实际经营期不满十年的，应当补缴已免征、减征的企业所得税税款。